# Viktoriaplan
Ej att förväxlas med Viktoriaplatsen i Skellefteå
Viktoriaplan är en öppen plats i Huskvarna, varav delen närmast korsningen Drottninggatan/Trädgårdsgatan används som bussterminal.
Viktoriaplan har sitt namn efter Viktoriabyn, som var ett mindre arbetarbostadsområde, som byggdes på 1880-talet och omfattade fyra tvåvåningshus på ömse sidor av Viktoriagatan. Husen revs 1964–1970. Viktoriaplan ligger till en del på Viktoriabyns område.
Viktoriaplan användes i slutet av 1900-talet fram till 1996 som Huskvarnas bussstation, med en mindre byggnad för dåvarande Kommuntrafiken. Vid bildandet av Jönköpings Länstrafik flyttade lokalbusstrafikens terminal till Esplanaden, där denna korsas av Drottninggatan, och där också tidigare Gripenbergsbanans ändstation Huskvarna Stad låg.
Åren 2021–2022 byggdes tre laddstationer för elbussar på Viktoriaplan och från 2022 är platsen ändstation för två av tätortens fyra stombusslinjer: Linje 1 (röd linje) Råslätt–Viktoriaplan och Linje 4 (blå linje) Vätterslund–Viktoriaplan, vilka från denna tidpunkt trafikerades av ledade elbussar av modell  Volvo 7900 Electric.

## Bildgalleri

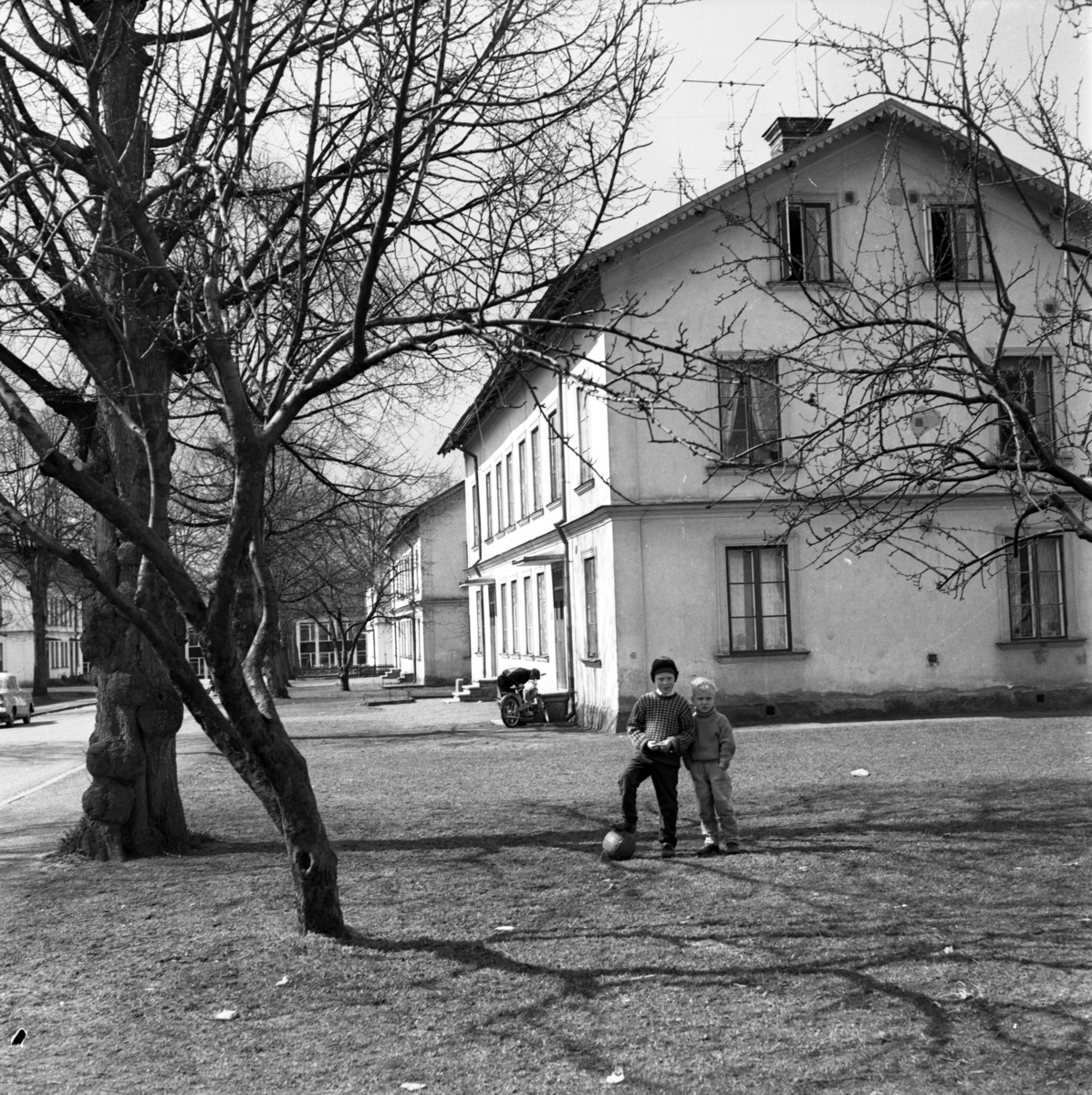
Viktoriabyn vid nuvarande Viktoriaplan, 1960
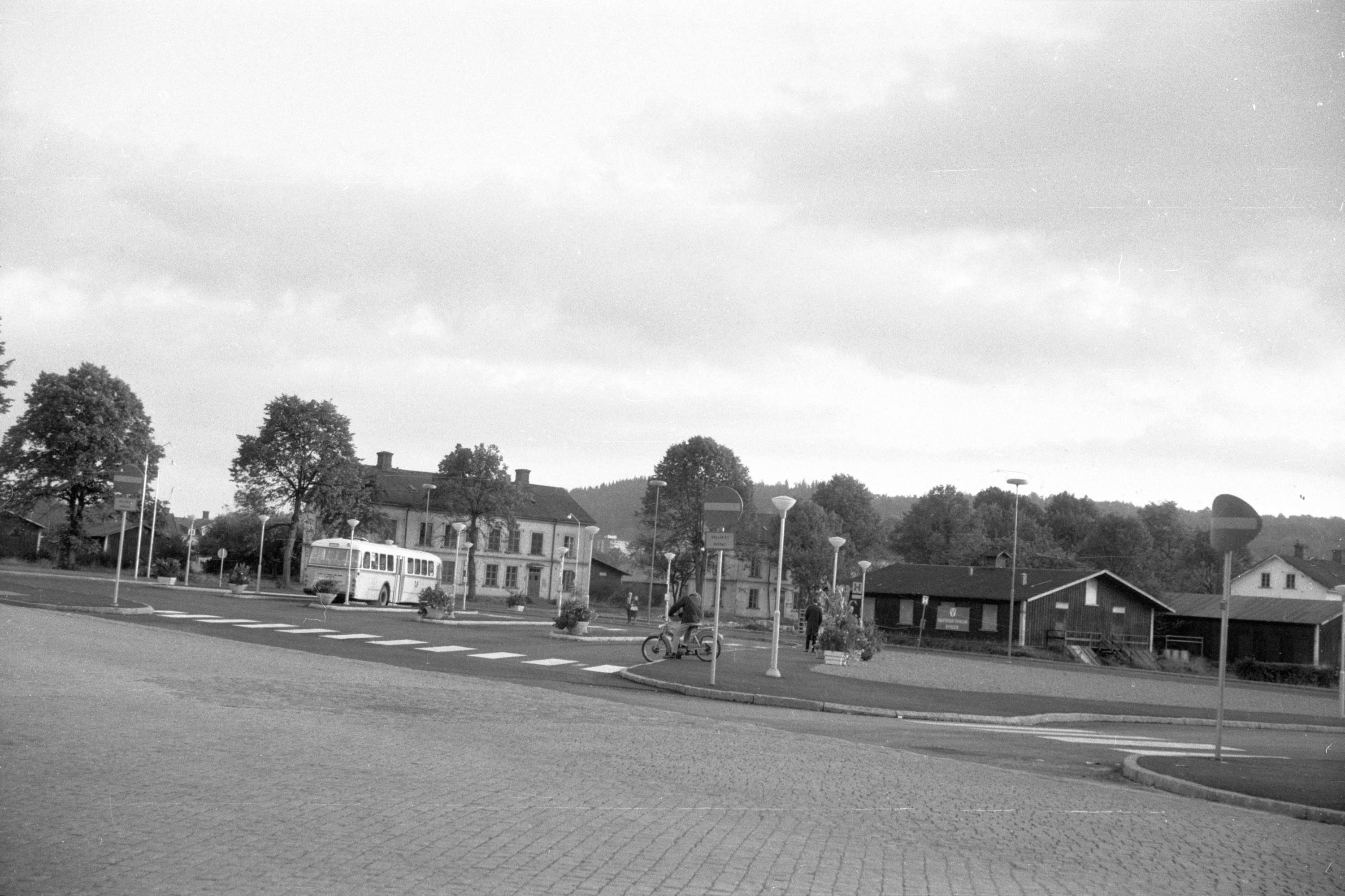
Bussterminalen på 1960-talet sedd från Drottninggatan, med Viktoriabyn i bakgrunden